# Saint-Mesmin (Vendeia)
Saint-Mesmin é uma comuna francesa na região administrativa da Pays de la Loire, no departamento de Vendéia. Estende-se por uma área de 26,28 km². Em 2010 a comuna tinha 1 805 habitantes (densidade: 68,7 hab./km²).